# Max Koffler
Max Koffler (* 1978 in Berlin) ist ein deutscher Musiker.

## Leben
Max Koffler wurde in Berlin geboren. Schon im Grundschulalter spielte er Hauptrollen in Musicals und begann mit elf Jahren, eigene Lieder und Hörspiele aufzunehmen.
Zusammen mit seinem jüngeren Bruder Hanno Koffler gründete er im Jahr 1994 die Band Kerosin, die 2001 den zweiten Platz beim weltgrößten Bandwettbewerb Emergenza belegte und Musik für verschiedene TV- und Kinoproduktionen aufnahm. Max Koffler schrieb unter anderem auch den deutschsprachigen gleichnamigen Titelsong des Kinofilms Ganz und gar.
Nach einer erfolgreichen Konzertreise mit seiner Solo-Band Seoulmates in Südkorea erschien Kofflers erstes Soloalbum taboo im Mai 2008 auf 313 JWP / Sony BMG, gefolgt von Auftritten im Vorprogramm von Neil Young und einem vierseitigen Bericht im Magazin Der Spiegel.
Seit 2014 wird seine Musik auf dem Berliner Label sonsounds veröffentlicht.